# Pâhnești, Vaslui
Pâhnești este un sat în comuna Arsura din județul Vaslui, Moldova, România. Localitatea este situată pe comunicația Huși-Arsura-Ghermănești, la aproximativ 15 km distanță față de orașul Huși. Localitățile învecinate sunt: Fundătura, Mihail Kogălniceanu, Valea Grecului și Duda.
Populația majoritară este de religie ortodoxă. În localitate funcționează o scoală generală. Drumul comunal este pietruit.
 Acest articol despre o localitate din județul Vaslui este deocamdată un ciot. Puteți ajuta Wikipedia prin completarea lui.